# مفتاح ال حمسل
مفتاح ال حمسل (عربی: مفتاح آل حمسل؛ زادهٔ ۲۸ فوریهٔ ۱۹۹۴) یک ورزشکار اهل عربستان سعودی است.
از باشگاه‌هایی که در آن بازی کرده‌است می‌توان به باشگاه فوتبال نجران عربستان سعودی اشاره کرد.